# Daniel Morar
Daniel Morar (Luduș, 15 agosto 1966) è un magistrato e giudice rumeno.
Dopo anni spesi ai tribunali di Târgu Mureș (1990-1992) e Cluj-Napoca (1992-2005), nel 2005 venne indicato dal presidente della repubblica Traian Băsescu come procuratore capo della Direzione nazionale anticorruzione (DNA). Reputato figura di spessore nella lotta alla corruzione in Romania, rimase alla guida dell'ente fino al 2012, quando fu trasferito alla procura generale dell'Alta corte di cassazione e giustizia in veste di primo procuratore aggiunto.
Su nomina presidenziale, dal 2013 al 2022 fu uno dei nove giudici della Corte costituzionale della Romania.

## Carriera

### Formazione e primi anni in magistratura
Completò gli studi liceali presso il liceo Avram Iancu di Aiud (distretto di Alba) nel 1984 e, dopo la laurea in giurisprudenza conseguita all'Università Babeș-Bolyai di Cluj-Napoca nel 1990, tra il settembre del 1990 e il novembre del 1992 fu procuratore presso il tribunale di Târgu Mureș, capoluogo del distretto di Mureș in Transilvania. Nel novembre del 1992 si trasferì al tribunale di Cluj-Napoca. Tra il 1997 e il 1999 esercitò la professione presso la corte di appello, fino alla sua promozione a procuratore capo della sezione di procedimento penale dello stesso tribunale (ufficio ricoperto tra il 1999 e il 2002).
Nel contempo, nel periodo tra il 1998 e il 2001, sostenne la parte dell'accusa presso l'Alta corte di cassazione e giustizia, organo giurisdizionale supremo della Romania, nel contesto di due processi contro un parlamentare (Gabriel Bivolaru, PDSR, accusato di frode bancaria) e un giudice (Viorel Burzo, accusato di traffico di influenze). Fu procuratore, inoltre, anche per il dossier "Alimentare", in cui figurava come indagato il sindaco di Cluj Gheorghe Funar (PRM). Nel quadro della stessa inchiesta Morar ordinò l'arresto di Liviu Ciupe, vicepresidente della sezione del PD di Bistrița. Ciupe, successivamente dichiarato innocente, a titolo di indennizzo per i 4 mesi trascorsi in detenzione ricevette da parte dello Stato la somma di 1,4 miliardi di lei.
Dopo le dimissioni dalla funzione di capo della procura rassegnate nel 2002, Morar rimase alla corte d'appello di Cluj-Napoca fino al 2005.

### Capo della Direzione nazionale anticorruzione (DNA)
Su indicazione del ministro della giustizia Monica Macovei (facente parte di un governo guidato dal presidente del Partito Democratico Liberale (PD-L) Emil Boc) e su nomina del presidente della repubblica Traian Băsescu, nel 2005 succedette a Ioan Amarie alla guida della Direzione nazionale anticorruzione della Romania (DNA), organo parallelo alla procura dell'Alta corte, ma con compiti specifici sui casi di corruzione di livello medio e alto. Presentandosi con l'obiettivo dichiarato di riorganizzare e migliorare l'efficienza della DNA, il suo lavoro fu molto apprezzato da Băsescu.
Mentre il mandato sarebbe dovuto concludersi nell'agosto 2008, l'allora procuratore generale dell'Alta corte Laura Codruța Kövesi gli accordò una delega di tre mesi in attesa dell'indicazione di un nuovo capo della DNA. In novembre, tuttavia, il nome di Monica Șerbănescu, proposto dal nuovo ministro della giustizia Cătălin Predoiu, non convinse né il Consiglio superiore della magistratura (CSM), né il presidente Băsescu. Predoiu, quindi, riconfermò Morar alla guida della DNA per un ulteriore mandato di tre anni, il cui decreto di ratifica fu firmato dal presidente il 12 febbraio 2009. Nel 2012, su richiesta di Băsescu, che preferiva attendere il rapporto estivo della Commissione europea prima di sceglierne un successore, Kövesi concesse a Morar un'ulteriore proroga fino all'autunno dello stesso anno.
Nell'ottobre 2012, infine, allo scadere del proprio mandato di procuratore capo della procura dell'Alta corte, Laura Kövesi assegnò per un termine di 6 mesi a Daniel Morar la delega di primo procuratore aggiunto della procura dell'Alta corte. Tale scelta fu duramente criticata dal presidente del Partito Nazionale Liberale (PNL) Crin Antonescu, che la definì scandalosa. L'atto della Kövesi avvenne, infatti, nel quadro di un più ampio conflitto politico tra il presidente Băsescu e le due forze politiche che in quel momento guidavano la maggioranza di governo, cioè il PNL e il Partito Social Democratico (PSD). Il PNL non gradì tali azioni poiché, essendo stati nominati da Băsescu, Kövesi e Morar erano visti come alleati del presidente. Antonescu ribadì che la coppia Kövesi-Morar rispecchiava i desideri di Băsescu, ma che la selezione dei magistrati, in realtà, era competenza del ministro della giustizia Mona Pivniceru. Divenuto temporaneamente numero uno della procura dell'Alta corte in attesa della nomina del successore definitivo della Kövesi, Morar portò avanti i progetti lasciati da quest'ultima, cui era personalmente vicino. Contemporaneamente, al posto di Morar, la conduzione della DNA fu assunta ad interim da Laura Oprean.
Al termine dei 7 anni di attività di Morar in seno alla DNA erano state eseguite le condanne di 11 ex ministri, un ex primo ministro (Adrian Năstase, PSD), 24 magistrati, 50 direttori di aziende pubbliche, 25 tra sindaci e vicesindaci e altre 60 persone con funzioni dirigenziali nelle istituzioni. Tra le personalità indagate dalla DNA in quel periodo figuravano anche Monica Iacob Ridzi (PD-L, ministro dello sport), Ioan Avram Mureşan (PNȚCD, ministro dell'agricoltura), Decebal Traian Remeş (PNL, ministro dell'agricoltura), Cătălin Voicu (PSD, senatore) e Florin Costiniu (giudice).
Nonostante le raccomandazioni di Băsescu, che avrebbe accettato la conferma di Morar a titolare della procura generale dell'Alta corte, il ministro della giustizia Pivniceru, vicino a PSD e PNL, preferì non raccogliere il suggerimento. Lo stesso Morar, del resto, si dimostrò critico nei confronti delle modalità di selezione ed escluse una propria personale candidatura. In novembre il ministero nominò nuovo procuratore generale dell'alta corte Tiberiu Nițu, che assunse formalmente l'incarico nel maggio 2013. Contestualmente Laura Kövesi, su indicazione del primo ministro Victor Ponta (PSD), divenne nuovo procuratore capo della DNA.

### Giudice della corte costituzionale
Lasciato ogni incarico presso la procura, il 25 marzo 2013 fu indicato dal presidente della repubblica Traian Băsescu per un posto di giudice della Corte costituzionale della Romania in sostituzione di Acsinte Gaspar, giunto a fine mandato. Assunse la funzione il 9 giugno 2013, per un incarico di 9 anni fino al 2022. Insieme a lui furono nominati alla corte costituzionale anche Mona Pivniceru (indicata dal senato) e Valer Dorneanu (indicato dalla camera dei deputati).
Al termine del mandato si associò allo studio di avvocatura di Gabriel Albu come specialista in diritto penale.

## Premi e riconoscimenti
Nel 2008, come riconoscimento dei risultati ottenuti nel miglioramento della lotta alla corruzione in Romania, nel corso di una cerimonia svoltasi a Bruxelles, a cui presenziò anche il primo ministro belga Yves Leterme, la rivista European voice lo insignì del premio "Europeo dell'anno" per la categoria "Ispirazione dell'anno".
Nel 2011 ottenne il premio del "Gruppo per il dialogo sociale" (GDS), importante organizzazione non governativa romena.
Dal 2012 fu membro del consiglio dei governatori del Accademia internazionale per la lotta alla corruzione di Vienna.

## Vita privata
La moglie è un avvocato.